# Didrik Tønseth
Didrik Tønseth, född 10 maj 1991, är en norsk längdåkare som har tävlat i världscupen sedan januari 2012.
Tønseth har tävlat i två Junior-VM, 2010 och 2011. Vid mästerskapet 2010 vann han guld i stafetten tillsammans med Pål Golberg, Tomas Northug och Finn Hågen Krogh.
Under världscupsäsongen 2013/2014 kom första pallplatsen i karriären. Han kom trea i 15 km klassiskt i norska Lillehammer den 7 december 2013, bakom Aleksej Poltoranin och landsmannen Pål Golberg.
Vid olympiska vinterspelen 2018 tog Tønseth ett lagguld i långa stafetten.

## Meriter

### JVM
- Guld i stafett 2011.

### Världscupen
- Tredjeplats i 15 km klassiskt i Lillehammer den 7 december 2013.

### VM
- Guld i stafett 2015.